# Vaughn Meader
Abbott Vaughn Meader (20 de marzo de 1936 – 29 de octubre de 2004) fue un humorista e imitador de nacionalidad estadounidense, cuyo salto a la fama gracias a las parodias del Presidente John F. Kennedy llevadas a cabo en el disco The First Family contrastó con su ocaso tras ser asesinado Kennedy en 1963.

## Primeros años
Meader nació en Waterville, Maine, durante una de las peores riadas sucedidas nunca en Nueva Inglaterra. Era el único hijo de Charles Vaughn Meader, empleado de una fábrica, y Mary Ellen Abbott. Cuando Meader tenía únicamente 18 meses de edad, su padre falleció en un accidente de buceo, por lo cual su madre se mudó a Boston para trabajar como camarera, dejando a su hijo con unos parientes. Un muchacho en ocasiones problemático, Meader fue enviado a vivir con su madre en Boston a los cinco años de edad. Ella se había vuelto alcohólica y le internó en un centro de acogida. Tras ir y venir por diferentes escuelas de Massachusetts y Maine, Meader finalmente se graduó en la high school de Brookline, Massachusetts, cerca de Boston en 1953.  
Se alistó en el Ejército de los Estados Unidos y, estando destinado en Mannheim, Alemania, trabajando como técnico de laboratorio, formó una banda de música country llamada los Rhine Rangers. En 1955 Meader se casó con Vera Heller, nacida en Alemania.
Meader comenzó su carrera en el mundo del espectáculo como cantante y pianista. Tras su vuelta de Alemania representó un número de comediante en vivo en la ciudad de Nueva York, donde descubrió su facilidad para imitar al Presidente Kennedy. Con su acento de Nueva Inglaterra similar al acento de Harvard, Massachusetts, de la familia presidencial, únicamente debía ajustar la voz ligeramente para que sonara idéntica a la del Presidente. Además, Meader dominó las expresiones faciales hasta conseguir un pasable parecido físico con Kennedy.

## The First Family
El 22 de octubre de 1962 Meader se juntó con los escritores Bob Booker y Earle Doud y con un pequeño grupo de artistas para grabar el disco The First Family (La Primera Familia), que sería el disco más rápidamente vendido de la historia de Estados Unidos. En esas navidades se habían vendido un millón de copias del álbum, y para el año siguiente el número era de 7,5 millones—sin precedentes para un álbum, y mucho menos un álbum de comedia.
Todavía en la veintena, Meader se hizo famoso, rico, y constantemente solicitado de un modo súbito. Se publicaron artículos sobre él en Time y Life, actuó en The Ed Sullivan Show y actuó en salas a rebosar en Las Vegas.
En esa época muchos estadounidenses se sabían de memoria líneas enteras del disco. El álbum hacía burla de la historia de Kennedy y el PT-109, de las mecedoras utilizadas para su lumbalgia, de la afición al deporte del clan Kennedy, de los niños en la Casa Blanca, así como de Jackie Kennedy y su redecoración de la Casa Blanca, entre otros muchos temas.
La parodia era bondadosa, y el mismo Kennedy afirmaba haber regalado copias del disco en Navidad y bromeaba en ocasiones sobre el tema. Sin embargo, otras fuentes, tales como Thomas C. Reeves en A Question of Character: A Life of John F. Kennedy, afirmaban que Kennedy estaba molesto con las parodias, y que Jacqueline Kennedy estaba furiosa.
El disco The First Family ganó el Premio Grammy al álbum del año en 1963. Ese marzo Meader grabó una secuela, The First Family Volume Two, una combinación de humor hablado y canciones interpretadas por actores y humoristas que interpretaban a miembros de la familia del Presidente y del personal de la Casa Blanca

## Asesinato de Kennedy
Tras ser asesinado John F. Kennedy en Dallas, Texas, el 22 de noviembre de 1963, las ventas de The First Family cayeron en picado, y los almacenes retiraron las existencias en señal de duelo. Poco antes del asesinato Verve Records editó un sencillo de Meader sobre Kennedy para ser vendido en Navidad, pero se retiró rápidamente de los comercios. Meader y otros comentaban, pasados los años, que el asesino no solo mató a Kennedy, sino también a Meader (o la carrera de Meader). Su número ya no se solicitó, e incluso las actuaciones que estaban comprometidas se cancelaron.
Meader descubrió que estaba totalmente encasillado como imitador de Kennedy, y que nadie quería contratarle para desarrollar cualquiera de sus otros talentos. Grabó discos de comedia para Verve Records, incluyendo sketches sobre casi cualquier tema, a excepción de los Kennedy, pero las ventas fueron casi nulas. Como consecuencia de ello sus ingresos desaparecieron, no conseguía trabajo y cayó en la depresión. Empezó a utilizar un nombre diferente, Abbott, y acabó abusando del alcohol, la cocaína y la heroína.

## Últimos años
Meader intentó en varias ocasiones revitalizar su carrera, aunque siempre con éxito moderado, y después principalmente fuera del mundo del espectáculo. Tuvo una breve actuación en la película de 1974 Linda Lovelace for President y en el álbum cómico de 1981 de Rich Little The First Family Rides Again, en el cual se parodiaba a Ronald Reagan y se homenajeaba al original disco The First Family. Ambos discos fueron producidos por Earle Doud.
Finalmente Meader retomó su carrera como músico de bluegrass y country, pasando a ser un intérprete popular a nivel local en su nativo Maine. Mediada la década de 1970 actuó en Louisville, Kentucky, casi siempre en una pequeña taberna conocida como Storefront Congregation, con el nombre artístico de "Abbott Meader and the Honky-Tonk Angels." Meader cantaba y tocaba el piano. 
Meader se casó cuatro veces. Su último matrimonio, con Sheila Colbath, duró 16 años, viviendo la pareja en Gulfport (Florida), entre 1999 y 2002, antes de volver a Maine. Vaughn Meader falleció el 29 de octubre de 2004 en Auburn, Maine, a causa de una enfermedad pulmonar obstructiva crónica. Sus restos fueron incinerados y las cenizas entregadas a sus allegados.